# Azenhas do Mar
Azenhas do Mar is een dorp in Colares in de gemeente Sintra in Portugal. Het dorp ligt 31 kilometer ten noorden van Lissabon in het district Lissabon. Het is een vissersdorp gelegen op de rotsen aan de Atlantische Oceaan. Zijn naam dankt Azenhas do Mar aan de eerste watermolens die op zijn grondgebied zijn gebouwd ten tijde van de Moorse overheersing van Portugal.
Het dorpje was tussen 1930 en 1955 de eindhalte van de elektrische tram van Sintra.